# 티어즈 투 티아라의 등장인물
다음은 티어즈 투 티아라의 등장인물 목록이다. 성우 이름에 대해선 PC 게임/PS3 게임·TV 애니메이션의 순서로 기입한다.

## 아로운 일파
아로운(アロウン, Arawn) 성우：코지로/오오카와 토오루(게임, TV 애니메이션 동일)
이 게임의 주인공. 진실의 이름은 루키펠. 이름의 유래는 켈트신화의 요정의 나라 안눈의 왕 아라운.
아루사루(アルサル, Arthur) 성우：니시지마 코토옷토/이시이 마코토(게임, TV 애니메이션 동일)
게르족 첫 번째 전사. 리안논의 오빠로 상당한 여동생 바보. 이름의 유래는 아서의 웨일즈어 발음.
리안논(リアンノン, Riannon) 성우：토노 란/고토 유코(게임, TV 애니메이션 동일)
게르족의 여자 아이로, 족장의 대리를 맡고 있다. 진실의 이름은 프리무라.
모르간(モルガン, Morgan) 성우：토미나가 리에/나카하라 마이
게르족의 여전사. 부족내에선 아루사루 다음 가는 실력을 가지고 있다.
옥타비아(オクタヴィア, Octavia) 성우：이마이 카오루/타나카 리에
신성제국의 여전사. 유복한 신분이었지만, 집안이 몰락하여 전장에 나오게 되었다.
오가무(オガム, Ogam) 성우：겐세 미아키/아키모토 요스케(게임, TV 애니메이션 동일)
아로운을 따르는 참모역의 노인. 이름의 유래는 오감 문자를 만들었다고 하는 언어와 지식의 신 오그마.
타리에신(タリエシン, Taliesin) 성우：/츠보이 토모히로 (게임, TV 애니메이션 동일)
브리간테스족의 음유시인. 요정왕 필의 피를 이어받은 후손으로 아루사루와 리안논과는 먼 친척이라고도 할 수 있다.

## 요정족
림리스(リムリス, Limwris) 성우：키무라 아야카/코시미즈 아미
가사 요정이라 불리는, 가사를 전문으로 하는 요정 중 1명.
에르민(エルミン, Ermin) 성우：아키츠키 마이/시미즈 아이
가사 요정 중 1명. PC 게임판의 경우 안경을 쓰고 있다. PC판과 PS3판의 캐릭터 디자인의 차이가 매우 큰 캐릭터 중 한 명이다.
실(スィール, Llyr) 성우：타카나 유카/나즈카 카오리
아사라시 요정이라고 하는 물의 요정. PC판과 PS3판의 캐릭터 디자인의 차이가 매우 큰 캐릭터 중 한 명이다.
라스티(ラスティ, Rathty) 성우：미사키 유우카/우에다 카나
반바지를 입고 있는 광산 요정.「철물점」이라는 이름의 무기점(?)을 운영하고 있으며 커다란 망치로 무기 등을 만든다.
에포나(エポナ, Epona) 성우：하쿠토 유리아/아사이 키요미(게임, TV 애니메이션 동일)
행상을 하고 있는 요정으로 끈질긴 근성으로 유명한 오우미 상인에게도 지지 않는 억척 상인이다. 도구점「좋은 사람들(굿 피플즈)」을 운영하고 있다.

## 신성제국
도루우크(ドルウク, Drwc) 성우：오쿠리 시타/쿠스미 오오미 (게임, TV 애니메이션 동일)
세계의 왕이 되려는 야망을 품은 제국의 사제. 자신의 야망을 위하여 아로운의 부활을 계획하며, 그런 까닭으로 산제물로서 리안논을 이용하려 했다.
가이우스(ガイウス, Gaius) 성우：아키레스 켄/하마다 켄지 (게임, TV 애니메이션 동일)
제국의 장군. 알비온섬 및 에린섬 부족의 선무를 위하여 신성제국의 본국으로부터 파견되었다.
크레온(クレオン, Creon) 성우：쿠지라 요시카즈/카시이 슈우토
알비온섬에 있는 제국 직할 교류도시 론디니움의 시장. 상인으로부터 올라와서 시장이 되었다고 하지만...
리디아(リディア, Lidia) 성우：사와시로 미유키(PS3판·TV 애니메이션에만 등장)
PS3판 및 TV 애니메이션판에서 새로 추가된 캐릭터. 신성제국 치안유지부대 루루룸 사령관. 명문 제국귀족 출신. 고귀한 출신이지만 잔인한 성격.제국의 질서를 어지럽히는 사람은 절대 용서하지 않는다.
렉토르(レクトール) 성우：/우에다 유우지
신성제국 황제의 총애를 받고 있는 신관. 자신은 정원사라고도 칭하고 있다.

## 기타
미르딘(ミルディン, Myrddin) 성우：코가타 나만/코가타 만
아로운의 양아버지. 이름의 유래는 멀린(아더왕의 궁정마술사)의 웨일즈어 발음.

## 같이 보기
- 티어즈 투 티아라
- 티어즈 투 티아라 -화관의 대지-